# شورای عالی بورس و اوراق بهادار
شورای عالی بورس و اوراق بهادار، عالی‌ترین رکن بازار اوراق بهادار ایران است که تصویب سیاست‌های کلان این بازار را بر عهده دارد.

## جایگاه قانونی
طبق قانون بازار اوراق بهادار جمهوری اسلامی ایران (۱ آذر ۱۳۸۴)، این شورا در راستای حمایت از حقوق سرمایه‌گذاران و با هدف سامان‌دهی، حفظ و توسعه بازار شفاف، منصفانه و کارای اوراق بهادار و به منظور نظارت بر حسن اجرای این قانون با ترکیب، وظایف و اختیارات مقرر در آن قانون تشکیل شده‌است.

## اعضا
اعضای شورای عالی بورس و اوراق بهادار به شرح زیر است:
1. وزیر امور اقتصادی و دارایی (رئیس شورا)
2. رئیس سازمان بورس و اوراق بهادار (سخنگو و دبیر شورا)
3. وزیر صنعت، معدن و تجارت
4. رئیس‌کل بانک مرکزی
5. رئیس اتاق بازرگانی، صنایع، معادن و کشاورزی ایران
6. رئیس اتاق تعاون ایران
7. دادستان کل کشور یا معاون وی
8. یک نفر نماینده از طرف کانون‌ها (کانون نهادهای سرمایه‌گذاری ایران، کانون کارگزاران)
9. سه نفر خبره مالی (از بخش خصوصی، با مشورت تشکل‌های حرفه‌ای بازار اوراق بهادار به پیشنهاد وزیر امور اقتصادی و دارایی و تصویب هیئت وزیران
10. یک نفر خبره (از بخش خصوصی، به پیشنهاد وزیر ذی‌ربط و تصویب هیئت وزیران برای هر بورس کالایی)

مدت مأموریت اعضای سه بند پایانی پنج سال است و آنان را نمی‌توان از میان اعضای هیئت مدیره و کارکنان سازمان بورس و اوراق بهادار انتخاب کرد، و انتخاب مجدد این اعضا حداکثر برای دو دوره امکان‌پذیر است.
اعضای موضوع بند پایانی تنها در جلسات مربوط به تصمیم‌گیری همان بورس شرکت می‌کنند.

## اسامی اعضای کنونی شورای عالی بورس
1. حجت‌الله صیدی(رئیس سازمان بورس)
2. معصومه آقاپور (خبره مالی)
3. رحمت‌الله صادقیان(خبره مالی)
4. حمید کردبچه( خبره مالی)
5. هادی محمدپور ( عضو ناضر مجلس)
6. آرا شاوردیان (عضو ناضر مجلس)
7. محمدرضا فرزین (رئیس بانک مرکزی)
8. حامد سلطانی نژاد ( نماینده کانون نهادها)

## دبیرخانه
رئیس سازمان بورس و اوراق بهادار دبیر و سخنگو رسمی شورای عالی بورس و اوراق بهادار نیز است.